# Pocisk nurkujący
Pocisk nurkujący – pocisk artyleryjski używany przez artylerię okrętową, przeznaczony do zwalczania celów podwodnych (okrętów podwodnych i torped). Zbudowany podobnie jak zwykły pocisk, miał głowicę w kształcie cylindra, co miało zapobiegać odbijaniu się pocisku od powierzchni wody. Dodatkowo w korpusie były wywiercone promieniście otwory, ułatwiające zanurzenie pocisku. 
Ze względu na małą skuteczność zastąpiony przez bomby głębinowe, torpedy i rakietotorpedy.